# Geumsan
Der Landkreis Geumsan (kor.: 금산군, Geumsan-gun) befindet sich in der Provinz Chungcheongnam-do in Südkorea. Der Verwaltungssitz befindet sich in der Stadt Geumsan-eup. Der Landkreis hatte eine Fläche von 577 km² und eine Bevölkerung von 54.596 Einwohnern im Jahr 2019.
Geumsan ist seit der späten Goryeo-Dynastie für seinen Ginseng bekannt und hat heutzutage auch einen der größten Märkte für Ginseng und Heilkräuter in Korea. Obwohl er nicht mehr so viel Ginseng produziert wie früher, stellt er immer noch die Mehrheit des in Südkorea gehandelten Ginsengs her.

## Söhne und Töchter des Landkreises

Lage des Landkreises in Chungcheongnam-do

- Shin A-lam (* 1986), Fechterin